# Canapville (Calvados)
 Canapville  es una población y comuna francesa, situada en la región de Baja Normandía, departamento de Calvados, en el distrito de Lisieux y cantón de Pont-l'Évêque.

## Demografía
| 174 | 170 | 182 | 188 | 185 | 222 |
| Para los censos de 1962 a 1999 la población legal corresponde a la población sin duplicidades (Fuente: INSEE [Consultar]) |     |     |     |     |     |